# Ordine dei bit
L'ordine dei bit è un concetto dell'informatica che definisce l'ordine di trasmissione dei singoli bit di un'unità d'informazione (ad esempio un byte o una word) attraverso una linea seriale.
In una trasmissione seriale il bit lsb è il primo ad essere trasmesso, dopo il bit di start.
Questa distinzione non è necessaria sui canali di trasmissione paralleli (BUS) in quanto ogni bit transita sulla propria linea dedicata; anche in questo caso bisogna però tener conto dell'ordine dei byte.
Per definire l'ordine dei bit si fa riferimento a:
- msb (most significant bit, bit con peso maggiore)
- lsb (least significant bit, bit con peso minore).

lsb vale sempre {\displaystyle 2^{0}=1} mentre il valore di MSB dipende dalla dimensione dell'unità di informazione, più precisamente 2(numero di bit - 1).
Ad esempio, in un byte, MSB vale {\displaystyle 2^{7}=128} mentre in una word 215 = 32768.